# Gronard
Gronard é uma comuna francesa na região administrativa de Altos da França, no departamento de Aisne. Estende-se por uma área de 7,1 km². Em 2010 a comuna tinha 74 habitantes (densidade: 10,4 hab./km²).